# Velda City
Velda City ist eine Stadt mit dem Status „City“ im St. Louis County im US-Bundesstaat Missouri. Das U.S. Census Bureau hat bei der Volkszählung 2020 eine Einwohnerzahl von 1.188 ermittelt.

## Geographie
Die Koordinaten von Velda City liegen bei 38°41'39" nördlicher Breite und 90°17'39" westlicher Länge.
Nach Angaben der United States Census 2010 erstreckt sich das Stadtgebiet von Velda City über eine Fläche von 0,41 Quadratkilometer (0,16 sq mi). Velda City liegt etwa 18 Kilometer nordwestlich von St. Louis.

## Bevölkerung
Nach der United States Census 2010 lebten in Velda City 1420 Menschen verteilt auf 578 Haushalte und 363 Familien. Die Bevölkerungsdichte betrug 3463,4 Einwohner pro Quadratkilometer (8875,0/sq mi).
Die Bevölkerung setzte sich 2010 aus 3,0 % Weißen, 95,4 % Afroamerikanern, 0,1 % amerikanischen Ureinwohnern, 0,1 % Asiaten, 0,4 % aus anderen ethnischen Gruppen und 1,1 % mit zwei oder mehr Ethnien zusammen. Bei 0,5 % der Bevölkerung handelte es sich um Hispanics oder Latinos. Von den 578 Haushalten lebten in 34,6 % Kinder unter 18 und in 11,4 % der Haushalten lebten Personen über 65.
Von den 1420 Einwohnern waren 25,7 % unter 18 Jahre, 9,8 % zwischen 18 und 24 Jahren, 23,4 % zwischen 25 und 44 Jahren, 26,6 % zwischen 45 und 64 Jahren und in 14,6 % der Menschen waren 65 Jahre oder älter waren. Das Durchschnittsalter betrug 37 Jahre und 43,6 % der Einwohner waren männlich.

## Belege
1. ↑  veldacity.org. (abgerufen am 12. April 2022).
2. ↑  Explore Census Data Total Population in Velda City city, Missouri. Abgerufen am 2. Februar 2023.
3. ↑   United States Census
4. ↑   American Fact Finder